# Gérard Adam
Gérard Adam (Onhaye, Belgija, 1. siječnja 1946.), belgijski književnik.

## Rani život
Gérardov otac je bio po zanimanju pismonoša, a majka domaćica. Boravio je u Kongu (1952- 1954), po tome se vraća u Belgiju i živi kod očevih roditelja. Obitelj se nastanjuje u Wandrei, u okolici Liegea 1957. godine. Otac se zapošljava kao radnik u socijalističkom listu “ La Wallonie ”.

## Školovanje
Srednjoškolsku naobrazbu stječe u L'Athénée d'Herstal, zatim u L'Ecole Royale des Cadets gdje je promaknut u majora. U okviru l'Ecole Royale du Service Médical de l'Armée, studira na Universités de Liège et de Bruxelles. Sudjeluje u studetskim previranjima 1968., a od 1968. do 1971. susreće maoističke grupice. Medicinu doktorira u srpnju 1971.

## Liječnička karijera
Vojni liječnik bit će tijekom 27 godina (Njemačka, tehnička kooperacija sa Zairom), zatim u Belgiji gdje je tijekom devetnaest godina glavni liječnik u L’École Royale Militaire. Usporedno s tim, Gérard je liječnik tropikalist u L’Antenne Chirurgicale d’Intervention Rapide od 1979. do 1993.
Prakticira akupunkturu, koju poučava u Parizu i Anversu, te specijalizira medicinu katastrofa (ULB, 1989).

## Vojna karijera
Sudjeluje u operaciji Kolwezi godine 1978. i ostvaruje više misija u Ruandi od 1987. do 1990. Godine 1994., boravi u BIH kao liječnik pri Force de Protection des Nations Unies.
Umirovljen je u činu potpukovnika, a danas se bavi upravom javnog zdravlja. Poduzima avanturistička putovanja u Latinsku Ameriku (Meksiko, Belize, Gvatemala, Kolumbija i Peru) 1977. godine, u Nepal 1978., u Indiju 1978. i 2002., te u Tunis, Maroko i u više europskih zemalja.

## Literarna karijera
Usporedno s tim, razvio je bogatu literarnu produkciju. Objavljuje nekoliko pjesama u književnim revijama te sudjeluje u kolektivnim izdanjima 1963. – 1964. Osniva jednu kratkotrajnu književnu reviju “La Pince à Linge”. Tražeći suradnike za tu reviju, susreće svoju buduću suprugu, spisateljicu i slikaricu Monique Thomassettie, koju ženi 1967.
Godine 1988. pojavljuje se njegov prvi roman, “ L’Arbre blanc dans la Forêt noire ” (Bijelo stablo u Crnoj šumi). Naredne godine dobiva nagradu NCR-AT&T. Od tada njegova spisateljska produkcija ne presušuje.

## Poveznice
Stranica na Wikizvoru na hrvatskom jeziku